# Martín d'Azpilcueta
Martin d'Azpilcueta, né le 13 décembre 1491 à Barásoain en Navarre et mort le 21 juin 1586 à Rome, surnommé Docteur Navarrus, est un juriste canoniste, théologien et économiste espagnol.
Autorité reconnue par ses contemporains, il est, avec les théologiens dominicains Francisco de Vitoria et Domingo de Soto, l'un des intellectuels les plus marquants de l'École de Salamanque.

## Biographie
Né dans une famille noble du royaume de Navarre, dont il tirera son pseudonyme, Martin d'Azpilcueta est en 1508 l'un des rares élèves admis au Collège universitaire Saint-Ildephonse, tout récemment fondé par le cardinal Cisneros.
Après des études de philosophie et de théologie à l'université d'Alcalá de Henares, et sans doute pour des raisons d'exil politique, il se rend en 1516 à l'université de Toulouse pour y apprendre le droit civil et canon. Il y obtient un diplôme de docteur en 1518.
en 1532, il se rend à l'université de Salamanque pour y obtenir la chaire de Decretum. En 1537, il devient titulaire de la première chaire de droit canon, et l'enseignera à Diego de Covarrubias et Arias Piñel.
À la demande de Charles Quint, Martin d'Azpilcueta se rend à l'université de Coimbra où il enseigne le droit canon de 1538 à 1555. Il s'y lie notamment avec le Henri de Portugal, futur cardinal et roi de Portugal.
À son retour d'Espagne en 1555, il est chargé par Philippe II d'Espagne de la défense de l'archevêque de Tolède Bartolomé Carranza, accusé d'hérésie et arrêté en 1559 par l'Inquisition. Une fois le procès transféré à Rome, il y conseille les papes Pie V, Grégoire XIII et Sixte V. Le premier, pour le remercier et le récompenser de ses services, le nomme conseiller de la Pénitencerie apostolique et voulut sans succès en faire un cardinal.
À sa mort à Rome en 1586, il est enterré à l'église Sant'Antonio in Campo Marzio.

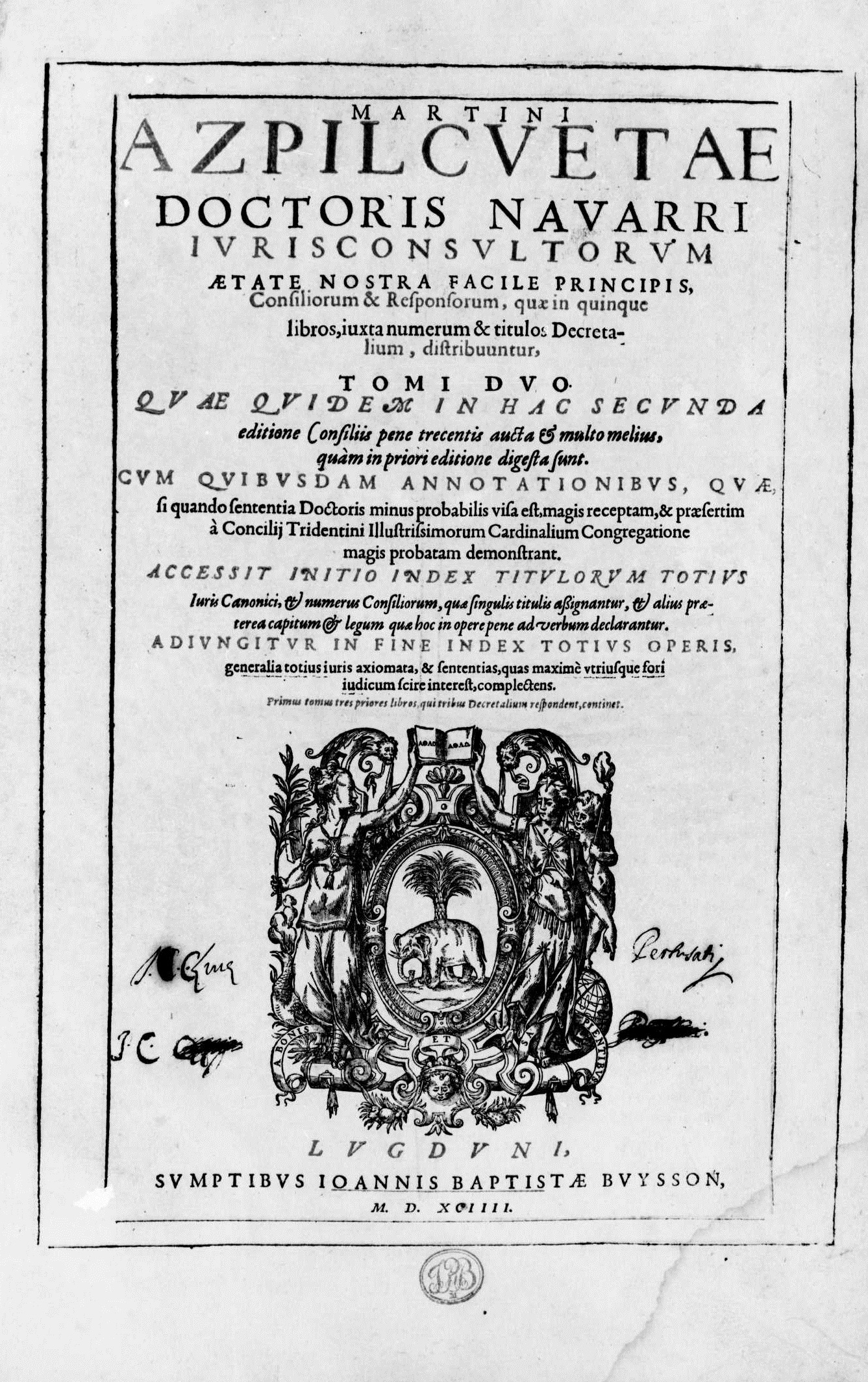
Consilia et responsa, 1594.

## Doctrine

### Économie
Martin d'Azpilcueta aborde les questions économiques, étroitement liées à la morale chrétienne, en expert du droit canonique et de la théologie. Ses réflexions économiques portent sur les effets de l'arrivée en grande quantité de métaux précieux des Amériques, et l'inflation qui en découle en Europe. Il détermine que c'est la quantité de métal précieux dans un pays qui détermine le pouvoir d'achat de la monnaie : il est ainsi le premier à formuler la théorie quantitative de la monnaie. 
En tant qu'intellectuel, il défend le prêt à intérêt, contre les recommandations d'alors de l'Église catholique, considérant que l'argent en tant que tel est un bien de valeur qu'il faut donc rémunérer par les intérêts.

### Droit des contrats
Formulant sous une forme rudimentaire le principe de consensualisme, Martin d'Azpilcueta lance un mouvement qui sera ensuite repris et développé par d'autres membres de l'École de Salamanque comme Leonardus Lessius ou Pedro de Oñate.
Il s'intéresse aussi aux notions de justice commutative, de juste prix et d'équité, autres piliers des réflexions de l'École de Salamanque sur les contrats. En interprétant largement la notion de lésion du droit romain et le commandement « Tu ne voleras point », et considérant que le contrat ne doit pas consister en une charge pour l'une des parties, il permet à celle qui en subirait une d'obtenir restitution devant les juridictions ecclésiastiques.

### Contractualisme
Peut-être tirée de l'expérience de son pays natal, la Navarre, brutalisée par les troupes castillanes, Martin d'Azpilcueta se montre très réticent à accepter l'absolutisme. À l'instar de nombreux autres penseurs de l'École de Salamanque comme Francisco Suárez, il est plutôt partisan d'une vision contractualiste de la monarchie où le pouvoir, provenant de Dieu, appartient à la communauté.
« Satis memini Iacobum Alamynum dicere (...) regnum non esse regis, sed communitatis, et ipsam regiam potestatem iure naturali esse ipsius communitatis et non regis; ob idque non posse communitatem ab se penitus illam abdicare »
— Relectio in c. Novit, De iudiciis, notabile 3, n°101
        
« Je me souviens assez bien de Jacques Almain pour dire que (...) le royaume n'appartient pas au roi, mais à la communauté; en raison du droit naturel, le pouvoir royal appartient à la communauté et non au roi; en cela, la communauté ne peut jamais totalement abdiquer son pouvoir »
S'il sépare strictement les pouvoirs ecclésiastiques et temporel, les droits canon et civil, le Chrétien et le Citoyen, il reconnait toutefois au pape le pouvoir d'intervenir au temporel lorsque les intérêts spirituels sont en jeu, par exemple en cas de violation du principe de justice commutative en matière contractuelle. En cela, il préfigure la notion de « potestas indirecta in temporalibus » défendue ultérieurement par Robert Bellarmin.

### Casuistique
Son Manuel de confesseurs le situe également comme l'un des fondateurs de la casuistique moderne. Il définit notamment la doctrine de la mentalis restrictio ou restriction mentale.

## Œuvres

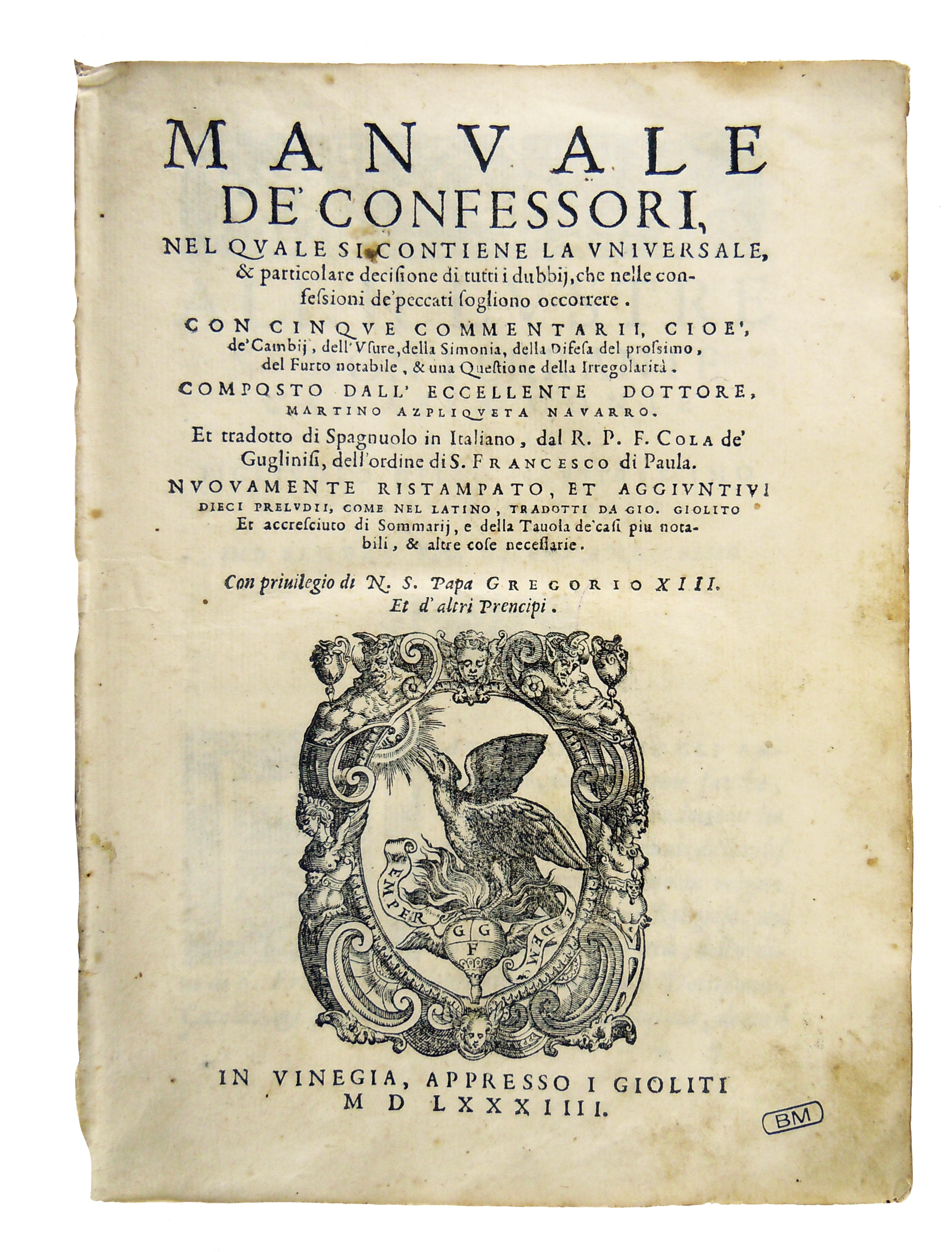
Manuale de' confessori, 1584 (Milan, Fondation Mansutti).

- Comentarii de Poenitentia, Coímbra, 1542.
- Si quando de Rescriptis in causa propria. Coímbra, 1543.
- Comentario [...] sobre el capítulo Inter Verba, Coímbra, 1543.
- Relectio sive iterata praelectio [...] de resit. Spoliat, Coímbra, 1547.
- Relectio in cap. Novit [...] de iudicis, Coímbra, 1548.
- Commento o repetición del capítulo Quando de consecratione, Coímbra, 1550.
- Relectio cap. ita quorundam de Iudaeis, Coímbra, 1550.
- Relectio in Levitico, Coímbra, 1550.
- Manual de confesores y penitentes o Enchirindion confessariorum, édition portugaise, Coímbra, 1550; édition en castillan, Salamanque,  1556; Pampelune, Adrián de Amberes, 1566;
- Cinco comentarios, Salamanque, 1556.
- Comentario resolutorio de usuras, Salamanque, 1556. Pampelune, Adrián de Amberes, 1565.
- Repertorio sobre hurtos, Salamanque, 1556.
- Tratado sobre las rentas de los beneficios eclesiásticos, Valladolid, 1566.
- Adiciones al Manual de confesores, 1569.
- Commentarii in tres De Poenitentia, 1569.
- Capítulo veyte y ocho de las adiciones del Manual de confesores, Valladolid, 1570.
- Respuesta [...] a De redditibus ecclesiasticis, 1571.
- Commentarius de spoliis clericorum, Rome, 1572.
- Tratado de alabanza y murmuración, Valladolid, 1572.
- Commentarius [...] de religiones sine debito, Rome, 1574.
- Comentarius de silentio in divinis Officciis, 1580.
- Miscellanea centum de oratione,  praesertim de Psalterio et Rosario. Rome, 1586.
- Discurso del silencio que se deue guardar en los Diuinos Oficios, principalmente en el Coro, Salamanque, Pedro Lasso, 1588.
- Commentaria [...] Gregorii IX, ca. 1595.
- Consiliorum sive Responsorum Rome, 1602.
- Enajenación de las Cosas Eclesiásticas.
- Comentario sobre los expolios de los clérigos.
- Cuatro Comentarios de Regulares.
- Capitulo Humanae Aures.
- Tractatus de Finibus Humanorum Actuum.
- Tratado de Penitencia.
- Tratado de Indulgencias y Jubileo.